# 鈴木規郎

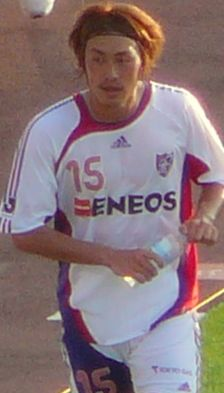
鈴木規郎

鈴木 規郎（すずき のりお、1984年2月14日 - ）は、千葉県千葉市出身の元サッカー選手。日本サッカー協会登録仲介人。株式会社By players代表取締役。
現役時代のポジションはディフェンダー（左サイドバック）、ミッドフィールダー（左サイドハーフなど）、フォワード（ウイング）。

## 来歴
5歳の時に サッカースクールに入り、小学校時にはジェフユナイテッド市原スクールに入会。中学に入学するとジェフ市原ジュニアユースに昇格。1998年にはU-15クラブユース選手権で全国優勝を果たした。しかし、チーム一丸のサッカーがしたい鈴木にとって各々がプロを目指し指導者へのアピールに躍起になっている市原は居心地が悪く、一方で前年度の高校選手権で「羽生（直剛）さんがいて、面白いサッカーをしている」と地元千葉の八千代高校に好印象を持ったことから、ユース昇格を選ばず1999年に八千代高校へ進学。国体の優秀選手に選ばれるなど頭角を示した。
山崎真からの勧誘を受け 2002年に高校を卒業し、FC東京へ入団。同年11月のJ1セカンドステージ第13節清水戦でリーグ戦初出場。2003年にはU-20日本代表としてワールドユースに参加。左ウイングバックのポジションを山口慶や山岸智と争いつつも、4試合に先発出場した。鈴木によれば、ロベルト・カルロスにちなんだ「ノリカル」の愛称は、U-20代表のチームメートがシュート練習の時に言い出したことがきっかけだという。
FC東京でも出場機会を徐々に増やし、2004年6月のナビスコカップ神戸戦では、ゴールまで約30メートルの位置から左足で強烈なフリーキックを突き刺し、原博実監督から「FKだけでお客を呼べる魅力のある選手」と賛辞された。サポーターにとっても衝撃は大きく、この得点以降FKの際は、鈴木が助走を取るだけで場内から歓声が挙がる程だった。原は「規郎は不器用だけど…」と口癖のように語っていたが、戸田光洋や石川直宏に代わって先発出場することも増え、左サイドからの力強い突破と威力のあるシュートでサイドアタックを担った。
2006年、ガーロ監督によってコンバートされ、左サイドバックを経験。自身の思うような攻撃参加はできなかったものの、DFが嫌がるプレーを実感したことで、左サイドハーフへと戻ってからは一層の力を発揮。2007年には公式戦4試合連続ゴールを挙げた。また、相手からの警戒を掻い潜るべく 右サイドハーフでもプレー。右での突破を選択肢に持つことによって得意の左足シュートを活かした。
チームの主力級として活躍するまでになったことで新たな刺激を求め、2008年1月、パトリック・エムボマの仲介によりフランス2部・アンジェSCOの練習に参加。紅白戦で強烈なゴールを決めたことで高評価を得て、複数年契約の正式オファーを受けたが、先んじて鈴木獲得に乗り出していたヴィッセル神戸への移籍が基本合意に至っていたことからこれを固辞した。
帰国後、推定移籍金約2億円で 神戸へと完全移籍。2008年序盤は左サイドバックに配され、J1第4節千葉戦では約35メートルの距離から豪快な直接FKを決めた。シーズン半ばより内山俊彦がサイドバックの定位置を確保したため、これ以後鈴木はスーパーサブとして起用された。2009年は攻撃的な位置での起用が考えられていたが、カイオ・ジュニオール監督との確執もあり、J1第4節清水戦での先発出場を最後にベンチ外となる試合が続いた。
2009年6月末、依然鈴木を評価しているという アンジェSCOから再オファーが届き、同クラブへと完全移籍。この際、FC東京在籍時のチームメートで海外でプレーを続ける福田健二のようになりたいとコメントを残している。
2010年7月、大宮アルディージャに加入。大宮では当初からDFで登録されシーズン終了まで左サイドバックのレギュラーを確保。しかし2011年は金英權、2012年は下平匠と、このポジションを務める選手が相次いで補強され、左サイドハーフにも曺永哲が定着。試合に絡めない時期が長く続いた。2013年、攻撃力を活かしたいと 登録をDFからMFへ変更。FWや右サイドハーフで起用されるようになり、FWでの出場となった J1第13節川崎戦で3年ぶりの公式戦ゴールを記録した。
2014年、ベガルタ仙台へ完全移籍。大宮在籍時同様に当初はサイドバックとして構想されながらも FWなど攻撃的ポジションに配された。しかしアタッカーとしての結果を残すことは出来ず 1年限りで契約を満了。
2015年4月、フィリピン・ユナイテッド・フットボールリーググローバルFCへ完全移籍 するも、シーズン終了後に退団。
2016年は、ザスパクサツ群馬、ジェフユナイテッド市原・千葉の練習に参加するも、契約には至らず、Jリーグ合同トライアウトにも参加するもオファーが届かず、現役引退をしていたことがSports Graphic Numberの取材で明らかとなっている。
引退後は、仲介人に転身し、2018年5月16日に「株式会社 By players」を設立。共同経営者には神戸時代のチームメイトで親友の柳川雅樹がいる。

## 所属クラブ
- ジェフユナイテッド市原スクール (市原市立清水谷小学校)[10]
- ジェフユナイテッド市原ジュニアユース (市原市立ちはら台南中学校)[10]
- 千葉県立八千代高等学校
- 2002年 - 2007年  FC東京
- 2008年 - 2009年  ヴィッセル神戸
- 2009年 - 2010年7月　 アンジェSCO
- 2010年7月 - 2013年  大宮アルディージャ
- 2014年  ベガルタ仙台
- 2015年  グローバルFC

## 個人成績
| 国内大会個人成績 | 国内大会個人成績 | 国内大会個人成績 | 国内大会個人成績 | 国内大会個人成績 | 国内大会個人成績 | 国内大会個人成績 | 国内大会個人成績 | 国内大会個人成績 | 国内大会個人成績 | 国内大会個人成績 | 国内大会個人成績 |
| 年度             | クラブ           | 背番号           | リーグ           | リーグ戦         | リーグ戦         | リーグ杯         | リーグ杯         | オープン杯       | オープン杯       | 期間通算         | 期間通算         |
| 年度             | クラブ           | 背番号           | リーグ           | 出場             | 得点             | 出場             | 得点             | 出場             | 得点             | 出場             | 得点             |
| 日本             | 日本             | 日本             | 日本             | リーグ戦         | リーグ戦         | リーグ杯         | リーグ杯         | 天皇杯           | 天皇杯           | 期間通算         | 期間通算         |
| ---------------- | ---------------- | ---------------- | ---------------- | ---------------- | ---------------- | ---------------- | ---------------- | ---------------- | ---------------- | ---------------- | ---------------- |
| 2002             | FC東京           | 27               | J1               | 3                | 0                | 0                | 0                | 1                | 1                | 4                | 1                |
| 2003             | FC東京           | 27               | J1               | 8                | 0                | 4                | 0                | 1                | 0                | 13               | 0                |
| 2004             | FC東京           | 15               | J1               | 14               | 4                | 4                | 1                | 1                | 0                | 19               | 5                |
| 2005             | FC東京           | 15               | J1               | 24               | 3                | 2                | 0                | 2                | 1                | 28               | 4                |
| 2006             | FC東京           | 15               | J1               | 21               | 1                | 5                | 0                | 1                | 2                | 27               | 3                |
| 2007             | FC東京           | 15               | J1               | 30               | 5                | 7                | 1                | 3                | 0                | 40               | 6                |
| 2008             | 神戸             | 20               | J1               | 26               | 2                | 5                | 0                | 2                | 0                | 33               | 2                |
| 2009             | 神戸             | 20               | J1               | 4                | 0                | 2                | 0                | -                | -                | 6                | 0                |
| フランス         | フランス         | フランス         | フランス         | リーグ戦         | リーグ戦         | F・リーグ杯      | F・リーグ杯      | フランス杯       | フランス杯       | 期間通算         | 期間通算         |
| 2009-10          | アンジェ         | 11               | リーグ・ドゥ     | 8                | 0                | -                | -                | 2                | 0                | 10               | 0                |
| 日本             | 日本             | 日本             | 日本             | リーグ戦         | リーグ戦         | リーグ杯         | リーグ杯         | 天皇杯           | 天皇杯           | 期間通算         | 期間通算         |
| 2010             | 大宮             | 24               | J1               | 19               | 1                | -                | -                | 2                | 0                | 21               | 1                |
| 2011             | 大宮             | 24               | J1               | 1                | 0                | 1                | 0                | 0                | 0                | 2                | 0                |
| 2012             | 大宮             | 24               | J1               | 1                | 0                | 3                | 0                | 0                | 0                | 4                | 0                |
| 2013             | 大宮             | 24               | J1               | 10               | 1                | 2                | 0                | 3                | 0                | 15               | 1                |
| 2014             | 仙台             | 15               | J1               | 10               | 0                | 4                | 0                | 1                | 0                | 15               | 0                |
| フィリピン       | フィリピン       | フィリピン       | フィリピン       | リーグ戦         | リーグ戦         | リーグ杯         | リーグ杯         | オープン杯       | オープン杯       | 期間通算         | 期間通算         |
| 2015 (en)        | グローバル       | 15               | UFL              | 8                | 1                |                  |                  |                  |                  |                  |                  |
| 通算             | 日本             | 日本             | J1               | 171              | 17               | 39               | 2                | 17               | 4                | 227              | 21               |
| 通算             | フランス         | フランス         | リーグ・ドゥ     | 8                | 0                | 0                | 0                | 2                | 0                | 10               | 0                |
| 通算             | フィリピン       | フィリピン       | UFL              | 8                | 1                |                  |                  |                  |                  |                  |                  |
| 総通算           | 総通算           | 総通算           | 総通算           | 187              | 18               | 39               | 2                | 19               | 4                | 245              | 22               |

| 国際大会個人成績 | 国際大会個人成績 | 国際大会個人成績 | 国際大会個人成績 | 国際大会個人成績 |
| 年度             | クラブ           | 背番号           | 出場             | 得点             |
| AFC              | AFC              | AFC              | AFCカップ        | AFCカップ        |
| ---------------- | ---------------- | ---------------- | ---------------- | ---------------- |
| 2015 (en)        | グローバル       | 15               |                  |                  |
| 通算             | AFC              | AFC              |                  |                  |

- 2002年11月16日：Jリーグ初出場 - J1 2nd第13節 vs清水エスパルス (東京)[2]
- 2004年06月16日：Jリーグ初得点 - J1 1st第13節 vsジェフユナイテッド市原 (市原)[2]
- 2007年12月01日：J1・100試合出場 - J1第34節 vsヴァンフォーレ甲府 (小瀬)
- 2009年08月07日：リーグ・ドゥ初出場 - リーグ・ドゥ第1節 vsディジョンFCO (Stade Jean-Bouin)

## 代表歴
- U-16日本代表
  - 2000年 AFC U-17選手権
- U-19日本代表
  - 2002年 - AFCユース選手権2002予選
- U-20日本代表
  - 2003年 - トゥーロン国際大会、FIFAワールドユース選手権
- U-22日本代表
  - 2003年
- U-23日本代表候補
  - 2004年